# Jaana Ronkainen
Jaana Ronkainen (ur. 22 listopada 1965) – fińska judoczka. 
Piąta na mistrzostwach świata w 1984; uczestniczka zawodów w 1986 i 1991. Startowała w Pucharze Świata w 1990 i 1992. Zdobyła trzy medale na mistrzostwach Europy w latach 1982, 1988 i 1989. Brązowa medalistka akademickich MŚ w 1988. Dziesięciokrotna mistrzyni kraju.